# Seth Godin
Seth Godin (Mount Vernon, 10 de julho de 1960) é um autor de livros sobre negócios e orador estadunidense, desde o fim da década de 1990. Seu livro The Dip já foi best-seller do The New York Times, USA Today e Wall Street Journal.

## Biografia
Seth Godin fundou e foi CEO de uma das primeiras companhias de marketing online, a Yoyodyne, que mais tarde vendeu ao Yahoo!. Em 1998, como parte da venda, Godin tornou-se Vice-Presidente de Marketing de Permissão do Yahoo!.
Seth Godin e sua esposa Helene moram em Hastings-on-Hudson, no estado de Nova Iorque, com seus dois filhos.

## Teorias
Godin é autor de um blogs sobre marketing. Godin escreveu muitos livros, sobre diversos temas, mas foram os livros que veiculam a sua ideologia de marketing que o tornaram mais famoso.
A ideologia de Godin combina três elementos. Primeiro, o fim da indústria da televisão, o que significa que os marqueteiros não mais tem o poder de comandar a atenção do público-alvo quando quiserem. Segundo, em um mercado em que consumidores têm mais poder, os marqueteiros deveriam ter respeito; o que significa parar com spam, parar com a manipulação e ter em mente que manter as promessas é essencial.
Finalmente, Godin diz que a única forma de espalhar uma ideia é fazendo que a ideia conquiste o buzz, sendo memorável. Godin chama quem espalha essas ideias de "contaminadores" e a ideia em si de "IdeaViruses" (vírus-ideias). Ele chama um produto ou serviço memorável de "vaca roxa".

## Obras
- Godin, Seth (1995). eMarketing (em inglês). Nova Iorque: Berkley Pub. Group. ISBN 0399519041
- Godin, Seth (1999). Permission marketing: turning strangers into friends, and friends into customers (em inglês). Nova Iorque: Simon & Schuster. ISBN 0684856360

No Brasil: Marketing de Permissão – Transformando Desconhecidos em Amigos e Amigos em Clientes (Campus, 2000)
- Godin, Seth (2001). Unleashing the Ideavirus (em inglês). Nova Iorque: Hyperion. ISBN 0-7868-8717-6

No Brasil: Marketing Ideiavirus: Como Transformar Suas Ideias em Epidemias que irão Incendiar o Mercado (Campus, 2001)
- Godin, Seth (2002). The Big Red Fez: How To Make Any Web Site Better (em inglês). Nova Iorque: Free Press. ISBN 0743227905
- Godin, Seth (2002). Survival is not enough: zooming, evolution, and the future of your company (em inglês). Nova Iorque: Free Press. ISBN 0743225716

No Brasil: Sobreviver Não É o Bastante (Campus, 2002)
- Godin, Seth (2003). Purple Cow: Transform Your Business by Being Remarkable (em inglês). [S.l.]: Portfolio. ISBN 159184021X

Em Portugal: A Vaca Púrpura (Editorial Presença, 2009) no Brasil: A Vaca Roxa (Best Business, 2022)
- Godin, Seth (2004). Free Prize Inside!: The Next Big Marketing Idea (em inglês). [S.l.]: Portfolio. ISBN 1591840414

No Brasil: Brinde Grátis! Aproveite! (Campus, 2004)
- Godin, Seth (2005). All Marketers Are Liars: The Power of Telling Authentic Stories in a Low-Trust World (em inglês). [S.l.]: Portfolio Hardcover. ISBN 1591841003

Em Portugal: As Mentiras do Marketing (Editorial Presença, 2006) no Brasil: Todo Marqueteiro É Mentiroso! (Campus, 2005)
- Godin, Seth; the Group of 33 (2005). The Big Moo: Stop Trying to Be Perfect and Start Being Remarkable (em inglês). [S.l.]: Portfolio Hardcover. ISBN 1591841038

No Brasil: A Grande Mudança: Não tente ser perfeito, comece a ser notável (Editora Manole, 2006)
- Godin, Seth (2006). Small Is the New Big: and 193 Other Riffs, Rants, and Remarkable Business Ideas (em inglês). [S.l.]: Portfolio Hardcover. ISBN 1591841267

Em Portugal: Torne-se Pequeno e Pense em Grande! (Editorial Presença, 2007) no Brasil: O Futuro Não é Mais o Mesmo: e 182 Paradoxos do Mundo dos Negócios (Campus, 2007) ou Hoje ser Pequeno é ser Grande: 184 Outras Frases, Histórias e Ideias Incríveis de Negócios (Alta Books, 2023)
- Godin, Seth (2007). The Dip: A Little Book That Teaches You When to Quit (and When to Stick) (em inglês). [S.l.]: Portfolio Hardcover. ISBN 1591841666

Em Portugal: O Ponto Morto (Lua de Papel, 2009) no Brasil: O Melhor do Mundo: Saiba Quando Insistir e Quando Desistir (Alta Books, 2019)
- Godin, Seth (2008). Meatball Sundae: Is Your Marketing out of Sync? (em inglês). [S.l.]: Portfolio Hardcover. ISBN 1591841747

no Brasil: Sundae de Almôndegas (Senac RJ, 2008)
- Godin, Seth (2008). Tribes: We Need You to Lead Us (em inglês). [S.l.]: Portfolio Hardcover. 160 páginas. ISBN 1591842336

Em Portugal: Tribos: Precisamos de um líder (Lua de Papel, 2008) no Brasil: Tribos: Nós Precisamos que Vocês nos Liderem (Alta Books, 2013)
- Godin, Seth (2010). Linchpin: Are You Indispensable? (em inglês). [S.l.]: Portfolio. ISBN 978-1-59184-316-0

Em Portugal: Como se Tornar Indispensável (Lua de Papel, 2011) no Brasil: Você é indispensável?: A importância de quem inova, lidera e faz acontecer (Agir, 2014)
- Godin, Seth (2011). Poke the Box (em inglês). [S.l.]: Portfolio. ISBN 978-1-936719-00-6
- Godin, Seth (2011). We Are All Weird (The Domino Project) (em inglês). [S.l.]: FisicalBook. ISBN 978-1-936719-22-8

Em Portugal: Tomar a Iniciativa (Planeta, 2012)
- Godin, Seth (2012). The Icarus Deception: How High Will You Fly? (em inglês). [S.l.]: Portfolio. ISBN 978-0-6709-2292-5

Em Portugal: A Fraude de Ícaro (Gestão Plus, 2013) no Brasil: A Lição de Ícaro: Até onde você quer voar? (Belas-Letras, 2021)
- Godin, Seth (2012). V Is for Vulnerable: Life Outside the Comfort Zone (em inglês). [S.l.]: Portfolio. ISBN 978-1591846109
- Godin, Seth (2013). Whatcha Gonna Do with That Duck?: And Other Provocations (em inglês). [S.l.]: Portfolio. ISBN 978-15918-4609-3
- Godin, Seth (2014). What To Do When It's Your Turn (and it's always your turn) (em inglês). [S.l.]: Seth Godin. ISBN 978-19367-1931-0
- Godin, Seth (2018). This Is Marketing: You Can't Be Seen Until You Learn To See (em inglês). [S.l.]: Seth Godin. ISBN 978-0-525-54083-0

Em Portugal: Isto é marketing: Se queres ser visto, aprende a ver (Ideias de Ler, 2019) no Brasil: Isso é Marketing: Para ser Visto é Preciso Aprender a Enxergar (Alta Books, 2019)
- Godin, Seth (2020). The Practice: Shipping Creative Work (em inglês). [S.l.]: Portfolio. ISBN 978-0-593-32897-2

Em Portugal: O processo criativo: a inspiração não acontece por acaso (Ideias de Ler, 2021) no Brasil: A Prática: Entregando um Trabalho Criativo (Alta Books, 2021)
- Godin, Seth (2023). The Song of Significance: A New Manifesto for Teams (em inglês). [S.l.]: Portfolio. ISBN 978-0593715543

Em Portugal: As pessoas primeiro: um manifesto para o novo mundo do trabalho (Ideias de Ler, 2024)

### Outros

#### No Brasil
- Quebre as Regras e Reinvente (Agir, 2012)
- Peça-Chave: Você é Indispensável? (H1 Editora, 2023)
- Toque a Campainha – Despertando a iniciativa e a coragem para iniciar algo novo (H1 Editora, 2023)